# KRT27
KRT27 هوَ كيراتين يُشَفر بواسطة جين KRT27 في الإنسان.